# تپه گورستان زاویه
تپه قبرستان زاویه مربوط به هزاره اول قم - دوره اشکانیان - دوره ساسانیان است و در شهرستان میانه، بخش کندوان، دهستان تیرچای، جنوب روستای زاویه، ۲۰۰ متری جنوب روستای زاویه واقع شده و این اثر در تاریخ ۲۷ اسفند ۱۳۸۶ با شمارهٔ ثبت ۲۲۲۸۱ به‌عنوان یکی از آثار ملی ایران به ثبت رسیده است.